# نقابة المحامين الشرعيين (فلسطين)
نقابة المحامين الشرعيين الفلسطينيين هي نقابة مهنية فلسطينية تختص بتنظيم مهنة المحاماة الشرعية في دولة فلسطين. النقيب الحالي للنقابة هو أيمن فائق أبو عيشة.

## التاريخ
تأسست نقابة المحامين الشرعيين الفلسطينيين في مدينة غزة بهدف تنظيم ممارسة مهنة المحاماة الشرعية أمام القضاء الشرعي الفلسطيني.

## مقر النقابة
يقع مقر نقابة المحامين الشرعيين الفلسطينيين في مدينة غزة، وللنقابة فروع في عدة مناطق.

## أهداف النقابة
من أبرز أهداف نقابة المحامين الشرعيين الفلسطينيين:
- تنظيم مزاولة مهنة المحاماة الشرعية في فلسطين.[4]
- الحفاظ على تقاليد مهنة المحاماة الشرعية وضبطها.[4]
- العمل على تحسين ظروف مهنة المحاماة الشرعية.[4]
- إبداء المشورة للجهات الفلسطينية الرسمية المختصة فيما يتعلق بأمور المحاماة الشرعية.[4]

## وصلات خارجية
- الموقع الإلكتروني الرسمي لنقابة المحامين الشرعيين الفلسطينيين